# Devin Logan
Devin Logan (ur. 17 lutego 1993 w Oceanside) – amerykańska narciarka dowolna, specjalistka halfipe'a i slopestyle’u, wicemistrzyni olimpijska, dwukrotna medalistka mistrzostw świata oraz zdobywczyni Pucharu Świata.

## Kariera
Po raz pierwszy na arenie międzynarodowej pojawiła się 28 marca 2009 roku w Squaw Valley, zajmując na mistrzostwach kraju drugie miejsce w halfipe'ie. W 2010 roku wystąpiła na mistrzostwach świata juniorów w Cardronie, zdobywając brązowe medale w halfipe'ie i slopestyle’u. Podczas rozgrywanych dwa lata później mistrzostw świata juniorów w Valmalenco była najlepsza w slopestyle’u.
W Pucharze Świata zadebiutowała 20 marca 2011 roku w La Plagne, zajmując drugą pozycję w halfipe'ie. Tym samym już w swoim debiucie nie tylko zdobyła pierwsze pucharowe punkty, ale od razu stanęła na podium. Rozdzieliła tam Sarę Burke z Kanady i Francuzkę Anaïs Caradeux. Najlepsze wyniki osiągnęła w sezonie 2015/2016, kiefy to była najlepsza w klasyfikacji generalnej, a w klasyfikacji halfipe'a była druga. Ponadto w sezonie 2013/2014 w klasyfikacji half-pipe’a zdobyła Małą Kryształową Kulę.
W 2014 roku wystąpiła na igrzyskach olimpijskich w Soczi, gdzie wywalczyła srebrny medal w slopestyle’u. Uplasowała się tam między dwoma reprezentantkami Kanady: Darą Howell i Kim Lamarre. Trzy lata później zdobyła brązowy medal w half-pipie na mistrzostwach świata w Sierra Nevada, przegrywając tylko z Ayaną Onozuką z Japonii i Francuzką Marie Martinod. Była też między innymi piąta w half-pipie i slopestyle’u na mistrzostwach świata w Deer Valley w 2011 roku.

## Osiągnięcia

### Igrzyska olimpijskie
| Miejsce | Dzień     | Rok  | Miejscowość | Konkurencja | Zwyciężczyni  |
| ------- | --------- | ---- | ----------- | ----------- | ------------- |
| 2.      | 11 lutego | 2014 | Soczi       | Slopestyle  | Dara Howell   |
| 10.     | 17 lutego | 2018 | Pjongczang  | Slopestyle  | Sarah Höfflin |
| 15.     | 20 lutego | 2018 | Pjongczang  | Halfpipe    | Cassie Sharpe |
| 13.     | 18 lutego | 2022 | Pekin       | Halfpipe    | Eileen Gu     |

### Mistrzostwa świata
| Miejsce | Dzień    | Rok  | Miejscowość   | Konkurencja | Zwyciężczyni        |
| ------- | -------- | ---- | ------------- | ----------- | ------------------- |
| 5.      | 3 lutego | 2011 | Park City     | Slopestyle  | Anna Segal          |
| 5.      | 5 lutego | 2011 | Park City     | Halfpipe    | Rosalind Groenewoud |
| 3.      | 18 marca | 2017 | Sierra Nevada | Halfpipe    | Ayana Onozuka       |
| 6.      | 19 marca | 2017 | Sierra Nevada | Slopestyle  | Tess Ledeux         |
| 6.      | 12 marca | 2021 | Aspen         | Halfpipe    | Eileen Gu           |

### Puchar Świata

#### Miejsca w klasyfikacji generalnej
- sezon 2010/2011: 23.
- sezon 2011/2012: 23.
- sezon 2012/2013: 64.
- sezon 2013/2014: 7.
- sezon 2014/2015: 6.
- sezon 2015/2016: 1.
- sezon 2016/2017: 44.
- sezon 2017/2018: 38.
- sezon 2018/2019: 123.
- sezon 2019/2020: 35.

Od sezonu 2020/2021 klasyfikacja generalna została zastąpiona przez klasyfikację Park & Pipe (OPP), łączącą slopestyle, halfpipe oraz big air.
- sezon 2020/2021: 24.
- sezon 2021/2022: 26.

#### Zwycięstwa w zawodach
1. Cardrona – 22 sierpnia 2012 (halfpipe)
2. Cardrona – 17 sierpnia 2013 (halfpipe)
3. Cardrona – 23 sierpnia 2015 (halfpipe)

#### Pozostałe miejsca na podium w zawodach
1. La Plagne – 20 marca 2011 (halfpipe) – 2. miejsce
2. Mammoth Mountain – 4 marca 2012 (slopestyle) – 2. miejsce
3. Breckenridge – 10 stycznia 2014 (slopestyle) – 3. miejsce
4. Copper Mountain – 6 grudnia 2014 (halfpipe) – 2. miejsce
5. Park City – 27 lutego 2015 (slopestyle) – 2. miejsce
6. Mammoth Mountain – 23 stycznia 2016 (halfpipe) – 2. miejsce
7. Copper Mountain – 17 grudnia 2016 (halfpipe) – 3. miejsce
8. Bokwang – 18 lutego 2017 (halfpipe) – 2. miejsce
9. Copper Mountain – 8 grudnia 2017 (halfpipe) – 2. miejsce
10. Mammoth Mountain – 19 stycznia 2018 (halfpipe) – 3. miejsce